# Cathrine Larsåsen
Cathrine Larsåsen (født 5. december 1986 i Oslo, Norge), er en norsk atlet bosat i København som siden 2006 norsk rekord indehaver i stangspring.
Larsåsen satte sin første norske rekord 3. juni 2006, da hun slog Anita Tomulevskiss 10-år gamle rekord på 3,80 med 10 centimeter. Rekorden blev sat under et stævne på Lyngby Stadion. Fire meter grænse lykkedes hun bryde en uge senere, da hun sprang 4,01 meter i Sandnes, Norge. Siden da har hun forbedret rekorden til 4,35, som hun sprang på EM i Barcelona 2010 hvor hun nåede en 8. plads. Den seneste udendørs rekord på 4,40 blev sat 7. august 2011 i København. Ved landskampen 2012 mellem Norge, Sverige og Finland i Steinkjer i Norge, forbedrede Larsåsen sin egen norske indendørs rekord til 4,41 meter. Reglerne er sådan, at hvis en udlænding har haft bopæl i Danmark i mere end et halvt år, så kan man godt blive dansk mester, og det har Larsåsen som vandt DM 2011.
Cathrine Larsåsen bor i København sammen med den danske længdespringer Morten Jensen, de er begge medlem af Sparta Atletik, i Norge repræsenterer hun IL i BUL fra Oslo.

## Norske mesterskaber
- Guld 2013 Stangspring 4.30
- Guld 2012 Stangspring 4.05
- Guld 2011 Stangspring 4.31
- Guld 2010 Stangspring  4.15
- Guld 2009 Stangspring 4,10
- Guld 2008 Stangspring 4,30
- Guld 2007 Stangspring 4,15
- Guld 2006 Stangspring 3.90
- Guld 2006 Stangspring-inde 3,90
- Guld 2005 Stangspring 3,71
- Guld 2004 Stangspring 3,40

## Danske mesterskaber
- Guld 2011 Stangspring-inde 4,35